# 1 E4 s
Za primerjavo različnih redov velikosti za različna časovna obdobja je na tej strani nekaj dogodkov, ki trajajo med 104 in 105 sekundami (2,78 in 27,8 ur).
- krajši časi
- 10.000 sekund = 2,77 ure
- 5,52 ur – razpolovna doba mendelevija-257
- 28.600 sekund = 8 ur – en delovni dan v mnogih zahodnih državah. Tudi dnevna potreba spanca večine ljudi.
- 8,1 ur – razpolovna doba astata-210
- 36.000 sekund = 10 ur – en delovni dan v starem Egiptu, glede na najstarejšo definicijo ure
- 10,36 ur – razpolovna doba erbija-165
- 11 ur – trajanje neke poteze v šahovski igri Morphy-Paulsen - možen povod za uvedbo šahovskih ur
- 86.164 sekund = 23 ur 56 minut 4 sekunde – čas enega obrata Zemlje okoli svoje osi
- 86.400 sekund = en dan = 24 ur
- 25,39 ur – razpolovna doba fermija-252
- 100.000 sekund = 27,8 ur
- daljši časi